# Energía renovable en Albania

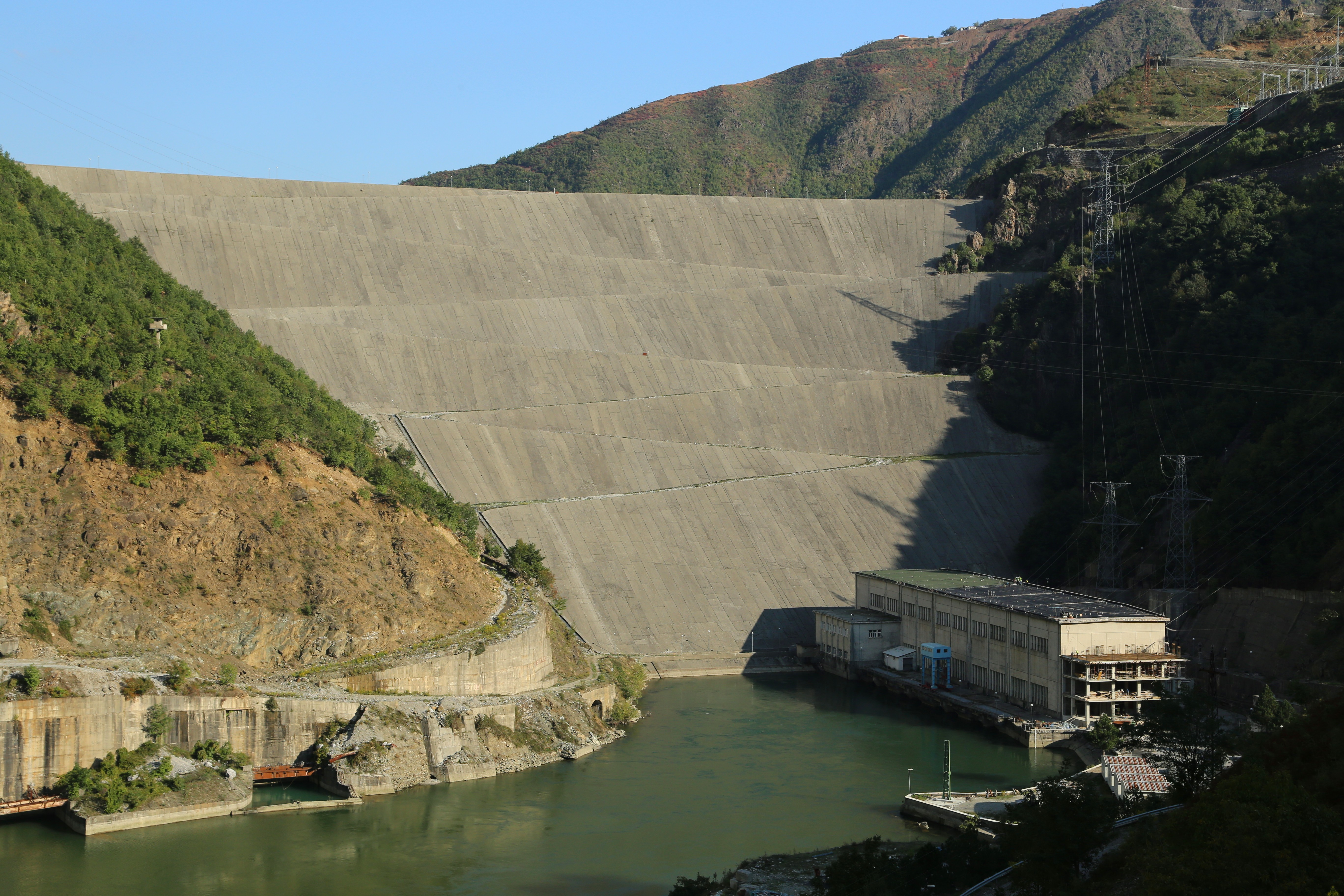
Central Hidroeléctrica Fierza

La energía renovable en Albania incluye biomasa, geotérmica, hidroeléctrica, solar y eólica . Albania depende principalmente de los recursos hidroeléctricos, por lo tanto, tiene dificultades cuando los niveles de agua son bajos. El clima en Albania es mediterráneo, por lo que posee un potencial considerable para la producción de energía solar . Las elevaciones de montaña proporcionan buenas áreas para proyectos eólicos . También hay energía geotérmica potencialmente utilizable porque Albania tiene pozos naturales. 

## Hidroelectricidad
La fuente de electricidad actual en Albania proviene principalmente de plantas hidroeléctricas, sin embargo, esto no es muy confiable ya que los niveles de agua fluctúan. Verbund, una compañía de Austria, y Albania hicieron un acuerdo para construir la planta hidroeléctrica Ashta en 2012. Se estima que suministra energía a aproximadamente 100,000 hogares.

## Energía solar
El programa de las Naciones Unidas para el Desarrollo está apoyando un programa para instalar paneles solares en Albania un país europeo. El programa ha utilizado $ 2.75 millones para respaldar la instalación de 75,000 m 2 de paneles solares. Para 2010, se instalaron 10,700 m 2 de paneles solares y para 2014 se había cumplido el objetivo. Se espera que se instalen 50,000 m 2 de paneles solares para 2015. Albania recibe entre 2100 y 2700 horas de sol al año, por lo que tiene un gran potencial para la energía solar. La energía solar es fácilmente accesible ya que la mayoría de la energía proviene directa o indirectamente del sol. Podría ser utilizado para calentar e iluminar casas, edificios comerciales e industriales.

## Energía eólica
Albania tiene potencial para la energía eólica pero las tecnologías no se han desarrollado. Sin embargo, hay planes para desarrollar proyectos eólicos en los próximos años. Hay un plan que propone tener 2000MW de energía eólica. El viento genera energía mecánica a través de aerogeneradores. Algunas ubicaciones geográficas son mejores que otras porque la energía eólica depende de la velocidad del viento. Las tierras bajas costeras y las montañas del sur, este y norte de Albania son buenas áreas para aerogeneradores. Sin embargo, existen limitaciones que intervienen en la elección de la ubicación, como la altitud, la accesibilidad del sitio, las infraestructuras, las áreas protegidas y la red eléctrica. La velocidad del viento es 8-9.   m / s en muchas zonas de Albania. Albania podría exportar el exceso de energía eólica a Italia.

## Energía geotérmica
La energía geotérmica también podría ser utilizada en Albania. Viene de fuentes de agua caliente de suelo subterráneo. La energía geotérmica proviene del calor generado por la Tierra. Hay algunos puntos llamados puntos calientes que generan más calor que otros. Hay pozos naturales cerca de la frontera de Albania con Grecia. Esta energía podría ser utilizada para fines de calefacción. La energía geotérmica en Albania está en estudio y aún no se ha intentado utilizarla.

## Leyes y peticiones
La Ley del Sector Eléctrico No.9073, aprobada en 2004, otorga permisos para construir nuevas centrales hidroeléctricas.
La Ley de Concesión No.9663, aprobada en 2006, atrae inversiones privadas en plantas hidroeléctricas.
Albania colocó un arancel para las centrales hidroeléctricas existentes y nuevas en 2007.
El Modelo de Mercado Eléctrico fue aprobado en 2008. Facilita las compras entre productores independientes de energía y pequeños productores de energía. Permite a los productores vender electricidad a todos los mercados en los términos acordados. Los clientes no domésticos pueden convertirse en consumidores elegibles y elegir a sus proveedores de energía. Esto ayuda a que las energías renovables sean más accesibles. El plan de Albania es llegar a 100% energía renovable para el 2050.